# Torneo del Interior 1991-92
El Torneo del Interior 1991-92 fue la séptima edición de este certamen correspondiente a la tercera categoría del fútbol argentino. Los equipos provenían directamente de las distintas ligas regionales argentinas y al ser el único torneo para estos equipos, no incluía descensos.
Su objetivo fue el de otorgar dos ascensos a la Primera B Nacional, a través de dos Torneos Zonales disputados en conjunto con equipos de la  Primera B Metropolitana. Al mismo tiempo, fue la última temporada en la que se dispuso la posibilidad de disputar la chance de un ascenso directo a la Primera División Argentina, a través de un Torneo Reducido disputado con equipos que compitieron en el  Campeonato Nacional B 1991-92.
El certamen se disputó desde el 3 de noviembre de 1991 hasta el 05 de abril de 1992, mientras que los ascensos se definieron el 24 de mayo de 1992 con la finalización de los Torneos Zonales.
El torneo consagró a 12 ganadores de las diferentes zonas y estos accedieron a los Torneos Zonales, junto a clubes de la Primera B, que otorgaron 2 plazas para participar de la Primera B Nacional. En este sentido, el Club de Gimnasia y Tiro fue el único equipo indirectamente afiliado a la AFA que ascendió, en tanto que el segundo ascenso quedó en poder del Arsenal Fútbol Club, proveniente de la Primera B. Ambos equipos a su vez, se ganaron el derecho de participar en el Torneo Reducido de Ascenso por una plaza en la Primera División Argentina, sin embargo ninguno de los dos logró acceder a dicha plaza, debiendo disputar la temporada 1992-93 en la Primera B Nacional. Cabe destacar con relación a esta última instancia, que esta fue la última temporada que otorgó este privilegio a los equipos ganadores de los Torneos Zonales, ya que a partir de la siguiente temporada, únicamente el campeón de la B Metropolitana disputaría los Reducidos de Ascenso a Primera División.

## Ascensos y descensos
| Ascendidos del TDI 1990-91 al Nacional B 1991-92 |
| ------------------------------------------------ |
| San Martín (SJ)                                  |

| Descendidos del Nacional B 1990-91 |
| ---------------------------------- |
| Cipolletti                         |

| Incorporados de las ligas regionales                                          |
| ----------------------------------------------------------------------------- |
| Ciento veinte (120) equipos ganadores de las plazas de sus ligas respectivas. |

## Equipos participantes

### Bonaerense
Los 35 participantes de la Región Bonaerense se dividieron en 8 grupos: 5 de 4 equipos y 3 de 5 equipos. 
| Grupos  | Equipos                                           | Ciudades                   | Provincias   | Ligas                                     |
| ------- | ------------------------------------------------- | -------------------------- | ------------ | ----------------------------------------- |
| Grupo A | Club Atlético Alvarado                            | Mar del Plata              | Buenos Aires | Liga Marplatense de Fútbol                |
| Grupo A | Club Atlético Chascomús                           | Chascomús                  | Buenos Aires | Liga Chascomunense de Fútbol              |
| Grupo A | Independiente Fútbol Club                         | Castelli                   | Buenos Aires | Liga Chascomunense de Fútbol              |
| Grupo A | Club y Biblioteca Ramón Santamarina               | Tandil                     | Buenos Aires | Liga Tandilense de Fútbol                 |
| Grupo A | Asociación de Fomento San Bernardo                | San Bernardo del Tuyú      | Buenos Aires | Liga Dolorense de Fútbol                  |
|         |                                                   |                            | Buenos Aires |                                           |
| Grupo B | Club Atlético Boca Juniors                        | Tres Arroyos               | Buenos Aires | Liga Regional Tresarroyense de Fútbol     |
| Grupo B | Club Social y Deportivo Estación Quequén          | Quequén                    | Buenos Aires | Liga Necochense de Fútbol                 |
| Grupo B | Club Olimpo                                       | Bahía Blanca               | Buenos Aires | Liga del Sur (Bahía Blanca)               |
| Grupo B | Club Sarmiento                                    | Pigüé                      | Buenos Aires | Liga Regional de Fútbol de Coronel Suárez |
|         |                                                   |                            | Buenos Aires |                                           |
| Grupo C | Club Barrio Alegre                                | Trenque Lauquen            | Buenos Aires | Liga Trenquelauquense de Fútbol           |
| Grupo C | Club Atlético Calaveras                           | Pehuajó                    | Buenos Aires | Liga Pehuajense de Fútbol                 |
| Grupo C | Club Ingeniero White                              | Banderaló                  | Buenos Aires | Liga de Fútbol de General Villegas        |
| Grupo C | Fútbol Club Tres Algarrobos                       | Tres Algarrobos            | Buenos Aires | Liga de Fútbol del Oeste                  |
|         |                                                   |                            | Buenos Aires |                                           |
| Grupo D | Club Atlético Boca Juniors                        | Bragado                    | Buenos Aires | Liga Bragadense de fútbol                 |
| Grupo D | Fútbol Club Ferro Carril Sud                      | Olavarría                  | Buenos Aires | Liga de fútbol de Olavarría               |
| Grupo D | Club Deportivo Social y Cultural Florencio Varela | Chivilcoy                  | Buenos Aires | Liga Chivilcoyana de Fútbol               |
| Grupo D | Club Sportivo Piazza                              | Azul                       | Buenos Aires | Liga de Fútbol de Azul                    |
|         |                                                   |                            | Buenos Aires |                                           |
| Grupo E | Club Atlético Juventud                            | Rojas                      | Buenos Aires | Liga Deportiva de Fútbol de Rojas         |
| Grupo E | Club Atlético Las Toscas                          | Las Toscas                 | Buenos Aires | Liga Amateur de Deportes de Lincoln       |
| Grupo E | Club Atlético Sarmiento                           | Rawson                     | Buenos Aires | Liga Deportiva de Chacabuco               |
| Grupo E | Club Atlético Villa Belgrano                      | Junín                      | Buenos Aires | Liga Deportiva del Oeste                  |
|         |                                                   |                            | Buenos Aires |                                           |
| Grupo F | Club Belgrano                                     | San Nicolás de los Arroyos | Buenos Aires | Liga Nicoleña de Fútbol                   |
| Grupo F | Club Atlético Compañía General                    | Salto                      | Buenos Aires | Liga Deportiva de Salto                   |
| Grupo F | Club Sportivo Barracas                            | Colón                      | Buenos Aires | Liga Deportiva de Colón                   |
| Grupo F | Club Atlético Tráfico's Old Boys                  | Pergamino                  | Buenos Aires | Liga de Fútbol de Pergamino               |
|         |                                                   |                            | Buenos Aires |                                           |
| Grupo G | Club Atlético Bernardino Rivadavia                | Baradero                   | Buenos Aires | Liga de Fútbol de Baradero                |
| Grupo G | Club Atlético Huracán                             | Arrecifes                  | Buenos Aires | Liga Arrecifeña de Fútbol                 |
| Grupo G | Club Mercedes                                     | Mercedes                   | Buenos Aires | Liga Mercedina de Fútbol                  |
| Grupo G | Club de Pescadores y Náutica de San Pedro         | San Pedro                  | Buenos Aires | Liga Sampedrina de Fútbol                 |
| Grupo G | Club Social y Deportivo Táchira                   | San Andrés de Giles        | Buenos Aires | Liga Deportiva de San Antonio de Areco    |
|         |                                                   |                            | Buenos Aires |                                           |
| Grupo H | Club Atlético Belgrano Zárate                     | Zárate                     | Buenos Aires | Liga Zarateña de Fútbol                   |
| Grupo H | Club Atlético Defensores de Maschwitz             | Ingeniero Maschwitz        | Buenos Aires | Liga Escobarense de Fútbol                |
| Grupo H | Club Atlético La Josefa                           | Campana                    | Buenos Aires | Liga Campanense de Fútbol                 |
| Grupo H | Club Los Tolosanos                                | Tolosa                     | Buenos Aires | Liga Amateur Platense de Fútbol           |
| Grupo H | Club Social Deportivo y Biblioteca Santa Rosa     | Luján                      | Buenos Aires | Liga Lujanense de Fútbol                  |

### Cuyo
Los 8 participantes de la Región Cuyo se dividieron en 2 grupos de 4 equipos.
| Grupos  | Equipos                                | Ciudades                | Provincias | Ligas                            |
| ------- | -------------------------------------- | ----------------------- | ---------- | -------------------------------- |
| Grupo A | Club Atlético Huracán                  | San Luis                | San Luis   | Liga Sanluiseña de Fútbol        |
| Grupo A | Club Atlético Huracán Las Heras        | Las Heras               | Mendoza    | Liga Mendocina de Fútbol         |
| Grupo A | Club Social Y Deportivo Real Del Padre | General Alvear          | Mendoza    | Liga Alvearense de Fútbol        |
| Grupo A | Club Sportivo Desamparados             | San Juan de la Frontera | San Juan   | Liga Sanjuanina de Fútbol        |
|         |                                        |                         |            |                                  |
| Grupo B | Club Atlético Aviador Origone          | Villa Mercedes          | San Luis   | Liga de Fútbol de Villa Mercedes |
| Grupo B | Club Atlético Gimnasia y Esgrima       | Mendoza                 | Mendoza    | Liga Mendocina de Fútbol         |
| Grupo B | Huracán                                | San Rafael              | Mendoza    | Liga Sanrafaelina de Fútbol      |
| Grupo B | Club Atlético de la Juventud Alianza   | San Juan de la Frontera | San Juan   | Liga Sanjuanina de Fútbol        |

### Sur
Los 13 participantes de la Región Sur se dividieron en 2 zonas: Norte y Sur. En la Zona Norte, participaron 8 equipos que fueron divididos en 2 zonas de 4 equipos cada una. En la Zona Sur, fueron agrupados los restantes 5 equipos que disputaron llaves eliminatorias.
| Zona Norte  | Zona Norte                                  | Zona Norte          | Zona Norte       | Zona Norte                           |
| Grupos      | Equipos                                     | Ciudades            | Provincias       | Ligas                                |
| ----------- | ------------------------------------------- | ------------------- | ---------------- | ------------------------------------ |
| Grupo A     | Club Social y Deportivo Alianza             | Cutral Có           | Neuquén          | Liga de Fútbol del Neuquén           |
| Grupo A     | Asociación Deportiva Centenario             | Neuquén             | Neuquén          | Liga de Fútbol del Neuquén           |
| Grupo A     | Club Cipolletti                             | Cipolletti          | Río Negro        | Liga Deportiva Confluencia           |
| Grupo A     | Club Deportivo Estudiantes Unidos           | Bariloche           | Río Negro        | Liga de Fútbol de Bariloche          |
|             |                                             |                     |                  |                                      |
| Grupo B     | Club Atlético Costa Brava                   | General Pico        | La Pampa         | Liga Pampeana de Fútbol              |
| Grupo B     | Club Atlético Macachín                      | Macachín            | La Pampa         | Liga Cultural de Fútbol              |
| Grupo B     | Club Atlético Independiente                 | Río Colorado        | Río Negro        | Liga de Fútbol de Río Colorado       |
| Grupo B     | Club Social y Deportivo Patagones           | Carmen de Patagones | Buenos Aires     | Liga Rionegrina de Fútbol            |
| Zona Sur    |                                             |                     |                  |                                      |
| Grupos      | Equipos                                     | Ciudades            | Provincias       | Ligas                                |
| Grupo Único | Asociación Atlético Boxing Club             | Río Gallegos        | Santa Cruz       | Liga de Fútbol Sur de Santa Cruz     |
| Grupo Único | Club Deportivo Ferrocarriles del Estado     | Puerto Deseado      | Santa Cruz       | Liga de Fútbol Norte de Santa Cruz   |
| Grupo Único | Club Social, Deportivo y Cultural O'Higgins | Río Grande          | Tierra del Fuego | Liga Oficial de Fútbol Río Grande    |
| Grupo Único | Club Atlético Huracán                       | Comodoro Rivadavia  | Chubut           | Liga de Fútbol de Comodoro Rivadavia |
| Grupo Único | Club Atlético Germinal                      | Rawson              | Chubut           | Liga de Fútbol Valle del Chubut      |

### Norte
Los 16 equipos de la Región Norte, fueron divididos en 4 grupos de 4 equipos cada uno.
| Grupos  | Equipos                                    | Ciudades               | Provincias | Ligas                                         |
| ------- | ------------------------------------------ | ---------------------- | ---------- | --------------------------------------------- |
| Grupo A | Club Atlético Chicoana                     | Chicoana               | Salta      | Liga de Fútbol del Valle de Lerma             |
| Grupo A | Club Atlético Concepción                   | Banda del Río Salí     | Tucumán    | Liga Tucumana de Fútbol                       |
| Grupo A | Centro Juventud Antoniana                  | Salta                  | Salta      | Liga Salteña de Fútbol                        |
| Grupo A | Club Atlético Talleres                     | Perico                 | Jujuy      | Liga Jujeña de Fútbol                         |
|         |                                            |                        |            |                                               |
| Grupo B | Club Atlético Central Norte                | San Miguel de Tucumán  | Tucumán    | Liga Tucumana de Fútbol                       |
| Grupo B | Club Central Norte Argentino               | Metán                  | Salta      | Liga Metanense de Fútbol                      |
| Grupo B | Club Sportivo Guzmán                       | San Miguel de Tucumán  | Tucumán    | Liga Tucumana de Fútbol                       |
| Grupo B | Centro Social Cultural y Atlético Vialidad | Rosario de la Frontera | Salta      | Liga de Fútbol de Rosario de la Frontera      |
|         |                                            |                        |            |                                               |
| Grupo C | Asociación Atlética Central Norte          | Aguaray                | Salta      | Liga Departamental de Fútbol Gral. San Martín |
| Grupo C | Club Social y Deportivo Transporte         | General Mosconi        | Salta      | Liga Departamental de Fútbol Gral. San Martín |
| Grupo C | Club Defensores de Fraile Pintado          | Fraile Pintado         | Jujuy      | Liga Regional Jujeña de Fútbol                |
| Grupo C | Club Deportivo Tabacal                     | Hipólito Yrigoyen      | Salta      | Liga Regional de Fútbol del Bermejo           |
|         |                                            |                        |            |                                               |
| Grupo D | Club de Gimnasia y Esgrima                 | San Salvador de Jujuy  | Jujuy      | Liga Jujeña de Fútbol                         |
| Grupo D | Club de Gimnasia y Tiro                    | Salta                  | Salta      | Liga Salteña de Fútbol                        |
| Grupo D | Club Atlético Monterrico San Vicente       | Monterrico             | Jujuy      | Liga Departamental del Fútbol de El Carmen    |
| Grupo D | Club Atlético Unión Güemes                 | General Güemes         | Salta      | Liga Güemense de Futbol                       |

### Litoral
Los 35 equipos de la Región Litoral fueron repartidos en 10 grupos: 5 de 4 equipos y 5 de 3 equipos.
| Grupos  | Equipo                                                | Ciudad                       | Provincia  | Liga                                             |
| ------- | ----------------------------------------------------- | ---------------------------- | ---------- | ------------------------------------------------ |
| Grupo A | Club Atlético Unión                                   | El Espinillo                 | Formosa    | Liga de Fútbol de Laguna Blanca                  |
| Grupo A | Club Sportivo San Luis                                | Clorinda                     | Formosa    | Liga Clorindense de Fútbol                       |
| Grupo A | Club Atlético Deportivo Social y Cultural San Lorenzo | Formosa                      | Formosa    | Liga Formoseña de Fútbol                         |
| Grupo A | Club Social, Cultural y Deportivo 13 de Junio         | Pirané                       | Formosa    | Liga Piranense de Fútbol                         |
|         |                                                       |                              |            |                                                  |
| Grupo B | Club Atlético Regional                                | Resistencia                  | Chaco      | Liga Chaqueña de Fútbol                          |
| Grupo B | Fútbol Club General Belgrano                          | Presidencia Roque Sáenz Peña | Chaco      | Liga Saenzpeñense de Fútbol                      |
| Grupo B | Club Atlético Marcelino Ugarte                        | Coronel Du Graty             | Chaco      | Asociación de Fútbol del Oeste Chaqueño          |
| Grupo B | Asociación Cultural Civil y Deportiva Libertad        | Charata                      | Chaco      | Liga de Fútbol del Noroeste Chaqueño             |
|         |                                                       |                              |            |                                                  |
| Grupo C | Club Social y Deportivo Casino Iguazú                 | Puerto Iguazú                | Misiones   | Liga Regional de Fútbol de Iguazú                |
| Grupo C | Club Social y Deportivo 13 de Junio                   | Colonia Delicia              | Misiones   | Liga de Fútbol de Eldorado                       |
| Grupo C | Club Atlético Tigre                                   | Santo Pipó                   | Misiones   | Liga Posadeña de Fútbol                          |
| Grupo C | Club Atlético Aristóbulo del Valle                    | Aristóbulo del Valle         | Misiones   | Liga Regional Obereña de Fútbol                  |
|         |                                                       |                              |            |                                                  |
| Grupo D | Club Social y Deportivo Barraca                       | Paso de los Libres           | Corrientes | Liga Libreña de Fútbol General Madariaga         |
| Grupo D | Club Atlético Samuel W. Robinson                      | Monte Caseros                | Corrientes | Liga Deportiva Casereña General San Martín       |
| Grupo D | Club Social y Deportivo Taragüí                       | Santo Tomé                   | Corrientes | Liga Santotomeña de Fútbol                       |
|         |                                                       |                              | Corrientes |                                                  |
| Grupo E | Huracán Foot Ball Club                                | Goya                         | Corrientes | Liga Goyana de Fútbol                            |
| Grupo E | San Benito Fútbol Club                                | Corrientes                   | Corrientes | Liga Correntina de Fútbol                        |
| Grupo E | Club Social y Deportivo Villa Rivadavia               | Mercedes                     | Corrientes | Liga Mercedeña de Fútbol                         |
|         |                                                       |                              |            |                                                  |
| Grupo F | Club Social y Deportivo Federación                    | Federación                   | Entre Ríos | Liga Federaense de Fútbol                        |
| Grupo F | Club Atlético Rivadavia                               | Concepción del Uruguay       | Entre Ríos | Liga de Fútbol de Concepción del Uruguay         |
| Grupo F | Santa María de Oro Fútbol Club                        | Concordia                    | Entre Ríos | Liga Concordiense de Fútbol                      |
| Grupo F | Club Social y Deportivo Santa Rosa                    | San José de Feliciano        | Entre Ríos | Liga Felicianense de Futbol                      |
|         |                                                       |                              | Entre Ríos |                                                  |
| Grupo G | Club Atlético Hasenkamp                               | Hasenkamp                    | Entre Ríos | Liga de Fútbol de Paraná Campaña                 |
| Grupo G | Club Deportivo y Social Sarmiento                     | Gualeguaychú                 | Entre Ríos | Liga Departamental de Fútbol de Gualeguaychú     |
| Grupo G | Club Atlético Unión                                   | Crespo                       | Entre Ríos | Liga Paranaense de Futbol                        |
|         |                                                       |                              |            |                                                  |
| Grupo H | Club Atlético Ocampo Fábrica                          | Villa Ocampo                 | Santa Fe   | Liga Ocampense de Fútbol                         |
| Grupo H | Calchaquí Foot Ball Club                              | Calchaquí                    | Santa Fe   | Liga Verense de Fútbol                           |
| Grupo H | Asociación Deportiva Juventud                         | Esperanza                    | Santa Fe   | Liga Esperancina de Fútbol                       |
| Grupo H | Atenas Club                                           | Santo Tomé                   | Santa Fe   | Liga Santafesina de Fútbol                       |
|         |                                                       |                              | Santa Fe   |                                                  |
| Grupo I | Club Atlético 9 de Julio MSyB                         | Arequito                     | Santa Fe   | Liga Casildense de Fútbol                        |
| Grupo I | Club Atlético 9 de Julio                              | Rafaela                      | Santa Fe   | Liga Rafaelina de Fútbol                         |
| Grupo I | Club Atlético Ceres Unión                             | Ceres                        | Santa Fe   | Liga Regional Ceresina de Fútbol                 |
|         |                                                       |                              | Santa Fe   |                                                  |
| Grupo J | Club Atlético Alianza                                 | Arteaga                      | Santa Fe   | Liga Interprovincial de Fútbol Dr. Ramón Pereyra |
| Grupo J | Arroyo Seco Athletic Club                             | Arroyo Seco                  | Santa Fe   | Liga de Fútbol Regional del Sud                  |
| Grupo J | Asociación Deportiva Juan XXIII                       | Rosario                      | Santa Fe   | Asociación Rosarina de Fútbol                    |

### Región Centro Oeste
Los 13 equipos de la Región Centro Oeste se repartieron entre 3 grupos de 3 equipos cada uno y 1 grupo de 4 equipos.
| Grupos  | Equipos                                 | Ciudades               | Provincias          | Ligas                            |
| ------- | --------------------------------------- | ---------------------- | ------------------- | -------------------------------- |
| Grupo A | Club Atlético Alumni                    | Villa María            | Córdoba             | Liga Villamariense de Fútbol     |
| Grupo A | Club Atlético Central Río Segundo       | Río Segundo            | Córdoba             | Liga Independiente de Fútbol     |
| Grupo A | Club Atlético Talleres General Belgrano | Añatuya                | Santiago del Estero | Liga Añatuyense de Fútbol        |
|         |                                         |                        |                     |                                  |
| Grupo B | Club Atlético Américo Tesorieri         | La Rioja               | La Rioja            | Liga Riojana de Fútbol           |
| Grupo B | Club Atlético Independiente             | San Antonio            | Catamarca           | Liga Chacarera de Fútbol         |
| Grupo B | Club Atlético San Lorenzo               | Andalgalá              | Catamarca           | Liga Andalgalense de Fútbol      |
| Grupo B | Club Atlético Vélez Sarsfield           | San Fernando del Valle | Catamarca           | Liga Catamarqueña de Fútbol      |
|         |                                         |                        |                     |                                  |
| Grupo C | Club Atlético General Paz Juniors       | Córdoba                | Córdoba             | Liga Cordobesa de Fútbol         |
| Grupo C | Club Atlético Unión Santiago            | Santiago del Estero    | Santiago del Estero | Liga Santiagueña de Fútbol       |
| Grupo C | Club Deportivo Instituto Tráfico        | Frías                  | Santiago del Estero | Liga Cultural de Fútbol de Frías |
|         |                                         |                        |                     |                                  |
| Grupo D | Club Atlético Chilecito                 | Chilecito              | La Rioja            | Liga Chileciteña de Fútbol       |
| Grupo D | Club Sportivo Olmos y Aguilera          | Belén                  | Catamarca           | Liga Belenista de Fútbol         |
| Grupo D | Club Social y Deportivo Racing          | Tinogasta              | Catamarca           | Liga Tinogasteña de Fútbol       |

### Equipos de la Primera B
Además de los mencionados equipos de las ligas del interior, finalizados los torneos de la Primera B y definidos los clasificados de cada región del Torneo del Interior, se anexaban a los Torneos Zonales de Ascenso, los equipos ranqueados del 2.º al 5.º puesto del Campeonato de Primera B 1991-92. De esta forma, el campeón de la Primera B (que ascendió directo a la B Nacional) y los 4 equipos provenientes del mencionado torneo fueron los siguientes:
| Pos. | Equipo             | Pts. | PJ | PG | PE | PP | GF | GC | Dif. |
| ---- | ------------------ | ---- | -- | -- | -- | -- | -- | -- | ---- |
| 1.º  | Ituzaingó          | 42   | 32 | 16 | 10 | 6  | 38 | 24 | 14   |
| 2.º  | Los Andes          | 42   | 32 | 15 | 12 | 5  | 46 | 23 | 23   |
| 3.º  | Sarmiento de Junín | 40   | 32 | 13 | 14 | 5  | 34 | 22 | 12   |
| 4.º  | Almagro            | 39   | 32 | 14 | 11 | 7  | 35 | 24 | 11   |
| 5.º  | Arsenal            | 38   | 32 | 13 | 12 | 7  | 37 | 26 | 11   |

|  | Campeón y Ascendido directamente a la B Nacional |
|  | Clasificado al Torneo Zonal Noroeste.            |
|  | Clasificado al Torneo Zonal Sureste.             |

|  |

## Sistema de disputa
Los participantes se dividieron en 6 regiones geográficas, haciendo que la cantidad de equipos por región sea distinta a la de las demás y, por ende, el sistema de disputa de cada una fuera particular aunque la mayoría de las regiones se dividieron en 3 fases de grupos. Todos los grupos se disputaron bajo el sistema de todos contra todos a 2 ruedas, mientras las instancias de eliminación directa fueron a 2 partidos. Cada región consagró 2 ganadores:

### Bonaerense
Primera fase
Los 35 participantes de la Región Bonaerense se dividieron en 8 grupos: 5 grupos de 4 equipos y 3 grupos de 5 equipos. Los 2 mejores de cada uno pasaron a la siguiente fase.
Segunda fase
Los 16 vencedores de la fase anterior se dividieron en 4 grupos de 4 equipos. Los 2 mejores de cada uno pasaron a la fase final.
Fase final
Los 8 vencedores de la fase anterior se dividieron en 2 grupos de 4 equipos. El mejor de cada grupo se clasificó al Torneo Zonal 

### Cuyo
Primera fase
Los 8 participantes de la Región Cuyo se dividieron en 2 grupos de 4 equipos. Los 2 mejores de cada uno pasaron a la fase final.
Fase final
Los 4 vencedores se enfrentaron entre sí. Los 2 mejores del grupo se clasificaron al Torneo Zonal.

### Sur
Los trece participantes de la Región Sur se dividieron en dos zonas:
Zona Norte
Los participantes se dividieron en dos grupos de cuatro equipos. Los dos mejores de cada uno pasaron a semifinales.
Fase final
Los 4 vencedores se enfrentaron a eliminación directa, el vencedor de la final clasificó al Torneo Zonal.
Zona Sur
Fase I
Los participantes se enfrentaron a eliminación directa. El ganador pasó a la Fase final.
Fase II
Fue disputada por los perdedores de la fase anterior, los eliminados en semifinales y final se incorporaron en las semifinales y final de esta fase. El ganador pasó a la Fase final.
Fase final
Los 2 vencedores se enfrentaron entre sí. El ganador se clasificó al Torneo Zonal.

### Norte
Primera fase
Los 16 participantes de la Región Norte se dividieron en 4 grupos de 4 equipos. Los 2 mejores de cada uno pasaron a la siguiente fase.
Segunda fase
Los 8 vencedores de la fase anterior se dividieron en 2 grupos de 4 equipos. Los 2 mejores de cada uno pasaron a la fase final.
Fase final
Los 4 vencedores de la fase anterior se enfrentaron entre sí. Los 2 mejores clasificaron al Torneo Zonal.

### Centro Oeste
Primera fase
Los 13 participantes de la Región Centro Oeste se dividieron en 4 grupos: 3 grupos de 3 equipos y 1 grupo de 4 equipos. Los 2 mejores de cada uno pasaron a la siguiente fase.
Segunda fase
Los 8 vencedores de la fase anterior se dividieron en 2 grupos de 4 equipos. Los 2 mejores de cada uno pasaron a la fase final.
Fase final
Los 4 vencedores de la fase anterior se enfrentaron entre sí. Los 2 mejores del grupo se clasificaron al Torneo Zonal.

### Litoral
Primera fase
Los 35 participantes de la Región Litoral se dividieron en 10 zonas: 5 zonas de 4 equipos y 5 zonas de 3 equipos.
Fase I
Cada zona se resolvió a eliminación directa. El ganador pasó a la Segunda fase.
Fase II
Fue disputada por los perdedores de la Fase I, los eliminados en semifinales y final se incorporaron en las semifinales y final de esta etapa. El ganador pasó a la segunda fase.
Segunda fase
Los 20 vencedores de la fase anterior se dividieron en 5 zonas de 4 equipos.
Fase I
Cada zona se resolvió a eliminación directa. El ganador pasó a la Fase final.
Fase II
Fue disputada por los perdedores de la Fase I, los eliminados en semifinales y final se incorporaron en las semifinales y final de esta etapa. El ganador pasó a la Fase final.
Fase final
Los 10 vencedores de la fase anterior se dividieron en 2 zonas de 5 equipos. Cada zona se disputó a eliminación directa, los 2 ganadores clasificaron al Torneo Zonal.

### Desempates
En caso de existencia de empates en alguna de las instancias clasificatorias, cada región estableció diferentes modalidades de desempates:

#### Regiones divididas por grupos
En el caso de estas regiones, se llegaron a emplear las siguientes modalidades
- Diferencia de gol: En caso de igualdad de puntos entre dos equipos que pugnan por un cupo de clasificación, habiendo sido el restante ya adjudicado.
- Gol de visitante: De persistir la igualdad de puntos y de tener ambos equipos la misma diferencia de goles, se buscan los resultados de los partidos disputados entre sí. De existir empate global en el marcador, se contabiliza quien realizó más goles en calidad de visitante.
- Desempeño deportivo: De persistir la igualdad de puntos, y existir igualdad en diferencia de goles y cantidad de goles de visitantes, se revisa el desempeño deportivo de cada equipo, tomándose como parámetro la cantidad de partidos ganados por cada uno. El que haya ganado más partidos, obtiene la clasificación.
- Sistema olímpico: De persistir una igualdad total entre ambos equipos (Puntos, diferencia de gol, goles de visitante, etc.), se confecciona una tabla comparativa de los resultados obtenidos en los dos partidos disputados entre sí. El que de los dos posea mejor estadística en alguno de los parámetros antes citados, obtiene la clasificación.
- Cara o cruz: En caso de persistir una igualdad total entre dos equipos al finalizar los partidos correspondientes a cada grupo y de fallar también la definición por el sistema olímpico, se realizaba una convocatoria a un representante de cada club en un terreno neutral, para efectuar este sorteo ante una autoridad competente del Torneo.

#### Regiones disputadas por llaves eliminatorias
En el caso de estas regiones, se emplearon los siguientes sistemas
- Tiempo suplementario: En el caso de que en un partido de vuelta, el marcador global decrete empate, se juega una prórroga de 30 minutos (divididos en dos tiempos de 15 cada uno) hasta establecer un ganador.
- Tiros desde el punto penal: De persistir la igualdad al cabo de los 90 minutos del partido de vuelta y en los 30 minutos de prórroga, se procede a la tanda de disparos desde el punto penal, hasta establecer un ganador.
- Cara o cruz: En caso de darse un empate global en todas las estadísticas y de precisarse una eliminación instantánea sin prórrogas, se realizaba esta última definición, reuniendo el árbitro a los capitanes de ambos equipos en el punto de saque, al finalizar el partido de vuelta.

## Región Bonaerense

### Clasificados al Torneo Zonal
| #   | Equipos                |
| --- | ---------------------- |
| 1.º | Club Atlético Alvarado |
| 2.º | Club Belgrano          |

## Región Cuyo

### Clasificados al Torneo Zonal
| #   | Equipos               |
| --- | --------------------- |
| 1.º | Club Atlético Huracán |
| 2.º | Club Huracán          |

## Región Sur

### Clasificados al Torneo Zonal
| #   | Equipos               |
| --- | --------------------- |
| 1.º | Club Cipolletti       |
| 2.º | Club Atlético Huracán |

## Región Norte

### Clasificados al Torneo Zonal
| #   | Equipos                    |
| --- | -------------------------- |
| 1.º | Club de Gimnasia y Tiro    |
| 2.º | Club de Gimnasia y Esgrima |

## Región Litoral

### Clasificados al Torneo Zonal
| #   | Equipos                                               |
| --- | ----------------------------------------------------- |
| 1.º | Club Atlético Deportivo Social y Cultural San Lorenzo |
| 2.º | Club Atlético 9 de Julio                              |

## Región Centro Oeste

### Clasificados al Torneo Zonal
| #   | Equipos                           |
| --- | --------------------------------- |
| 1.º | Club Atlético Unión Santiago      |
| 2.º | Club Atlético Central Río Segundo |

## Torneo Zonal

### Zonal Noroeste
|  | Cuartos de final                               | Cuartos de final   | Cuartos de final                        | Cuartos de final   |   |                                         | Semifinales     | Semifinales | Semifinales | Semifinales |  |                                  | Final              | Final | Final | Final |  |
|  |                                                |                    |                                         |                    |   |                                         |                 |             |             |             |  |                                  |                    |       |       |       |  |
|  |                                                |                    |                                         |                    |   |                                         |                 |             |             |             |  |                                  |                    |       |       |       |  |
|  | Bandera de la Provincia de Buenos Aires        | Almagro            | 3                                       | 1                  |   |                                         |                 |             |             |             |  |                                  |                    |       |       |       |  |
|  | Bandera de la Provincia de Buenos Aires        | Almagro            | 3                                       | 1                  |   |                                         |                 |             |             |             |  |                                  |                    |       |       |       |  |
|  | Bandera de la Provincia de Formosa             | San Lorenzo (F)    | 0                                       | 1                  |   |                                         |                 |             |             |             |  |                                  |                    |       |       |       |  |
|  | Bandera de la Provincia de Formosa             | San Lorenzo (F)    | 0                                       | 1                  |   | Bandera de la Provincia de Buenos Aires | Almagro         | 3           | 1           |             |  |                                  |                    |       |       |       |  |
|  |                                                |                    |                                         |                    |   | Bandera de la Provincia de Buenos Aires | Almagro         | 3           | 1           |             |  |                                  |                    |       |       |       |  |
|  |                                                |                    | Bandera de la Provincia de Jujuy        | Gimnasia y Esgrima | 2 | 3                                       |                 |             |             |             |  |                                  |                    |       |       |       |  |
|  | Bandera de la Provincia de Santiago del Estero | Unión Santiago     | Bandera de la Provincia de Jujuy        | Gimnasia y Esgrima | 2 | 3                                       | 2               | 0           |             |             |  |                                  |                    |       |       |       |  |
|  | Bandera de la Provincia de Santiago del Estero | Unión Santiago     |                                         |                    |   |                                         |                 |             |             |             |  |                                  |                    |       |       |       |  |
|  | Bandera de la Provincia de Jujuy               | Gimnasia y Esgrima | 1                                       | 3                  |   |                                         |                 |             |             |             |  |                                  |                    |       |       |       |  |
|  | Bandera de la Provincia de Jujuy               | Gimnasia y Esgrima | 1                                       | 3                  |   |                                         |                 |             |             |             |  | Bandera de la Provincia de Jujuy | Gimnasia y Esgrima | 2     | 2     |       |  |
|  |                                                |                    |                                         |                    |   |                                         |                 |             |             |             |  | Bandera de la Provincia de Jujuy | Gimnasia y Esgrima | 2     | 2     |       |  |
|  |                                                |                    | Bandera de la Provincia de Salta        | Gimnasia y Tiro    | 4 | 2                                       |                 |             |             |             |  |                                  |                    |       |       |       |  |
|  | Bandera de la Provincia de Córdoba             | Central Río II     | Bandera de la Provincia de Salta        | Gimnasia y Tiro    | 4 | 2                                       | 1               | 1           |             |             |  |                                  |                    |       |       |       |  |
|  | Bandera de la Provincia de Córdoba             | Central Río II     |                                         |                    |   |                                         |                 |             |             |             |  |                                  |                    |       |       |       |  |
|  | Bandera de la Provincia de Salta               | Gimnasia y Tiro    | 1                                       | 4                  |   |                                         |                 |             |             |             |  |                                  |                    |       |       |       |  |
|  | Bandera de la Provincia de Salta               | Gimnasia y Tiro    | 1                                       | 4                  |   | Bandera de la Provincia de Salta        | Gimnasia y Tiro | 2           | 0           |             |  |                                  |                    |       |       |       |  |
|  |                                                |                    |                                         |                    |   | Bandera de la Provincia de Salta        | Gimnasia y Tiro | 2           | 0           |             |  |                                  |                    |       |       |       |  |
|  |                                                |                    | Bandera de la Provincia de Buenos Aires | Sarmiento          | 0 | 1                                       |                 |             |             |             |  |                                  |                    |       |       |       |  |
|  | Bandera de la Provincia de Buenos Aires        | Sarmiento          | Bandera de la Provincia de Buenos Aires | Sarmiento          | 0 | 1                                       | 1               | 3           |             |             |  |                                  |                    |       |       |       |  |
|  | Bandera de la Provincia de Buenos Aires        | Sarmiento          |                                         |                    |   |                                         |                 |             |             |             |  |                                  |                    |       |       |       |  |
|  | Bandera de la Provincia de Santa Fe            | 9 de Julio         | 0                                       | 2                  |   |                                         |                 |             |             |             |  |                                  |                    |       |       |       |  |
|  | Bandera de la Provincia de Santa Fe            | 9 de Julio         | 0                                       | 2                  |   |                                         |                 |             |             |             |  |                                  |                    |       |       |       |  |
|  |                                                |                    |                                         |                    |   |                                         |                 |             |             |             |  |                                  |                    |       |       |       |  |

Nota: En la línea superior de cada llave, figuran los equipos que jugaron los partidos de ida en condición de local.

### Zonal Sudeste
|  | Cuartos de final                        | Cuartos de final | Cuartos de final                        | Cuartos de final | Cuartos de final |                                         |          | Semifinales | Semifinales | Semifinales | Semifinales |  |                                         | Final   | Final | Final | Final |  |
|  |                                         |                  |                                         |                  |                  |                                         |          |             |             |             |             |  |                                         |         |       |       |       |  |
|  |                                         |                  |                                         |                  |                  |                                         |          |             |             |             |             |  |                                         |         |       |       |       |  |
|  | Bandera de la Provincia de Buenos Aires | Belgrano         | 2                                       | 1                |                  |                                         |          |             |             |             |             |  |                                         |         |       |       |       |  |
|  | Bandera de la Provincia de Buenos Aires | Belgrano         | 2                                       | 1                |                  |                                         |          |             |             |             |             |  |                                         |         |       |       |       |  |
|  | Bandera de la Provincia de Mendoza      | Huracán (SR)     | 0                                       | 1                |                  |                                         |          |             |             |             |             |  |                                         |         |       |       |       |  |
|  | Bandera de la Provincia de Mendoza      | Huracán (SR)     | 0                                       | 1                |                  | Bandera de la Provincia de Buenos Aires | Belgrano | 0           | 1           |             |             |  |                                         |         |       |       |       |  |
|  |                                         |                  |                                         |                  |                  | Bandera de la Provincia de Buenos Aires | Belgrano | 0           | 1           |             |             |  |                                         |         |       |       |       |  |
|  |                                         |                  | Bandera de la Provincia de Buenos Aires | Arsenal          | 1                | 3                                       |          |             |             |             |             |  |                                         |         |       |       |       |  |
|  | Bandera de la Provincia de Buenos Aires | Arsenal          | Bandera de la Provincia de Buenos Aires | Arsenal          | 1                | 3                                       | 1        | 0           | (3)         |             |             |  |                                         |         |       |       |       |  |
|  | Bandera de la Provincia de Buenos Aires | Arsenal          |                                         |                  |                  |                                         |          |             | (3)         |             |             |  |                                         |         |       |       |       |  |
|  | Bandera de la Provincia del Río Negro   | Cipolletti       | 1                                       | 0                | (1)              |                                         |          |             |             |             |             |  |                                         |         |       |       |       |  |
|  | Bandera de la Provincia del Río Negro   | Cipolletti       | 1                                       | 0                | (1)              |                                         |          |             |             |             |             |  | Bandera de la Provincia de Buenos Aires | Arsenal | 2     | 2     |       |  |
|  |                                         |                  |                                         |                  |                  |                                         |          |             |             |             |             |  | Bandera de la Provincia de Buenos Aires | Arsenal | 2     | 2     |       |  |
|  |                                         |                  | Bandera de la Provincia de Buenos Aires | Alvarado         | 2                | 1                                       |          |             |             |             |             |  |                                         |         |       |       |       |  |
|  | Bandera de la Provincia de Buenos Aires | Alvarado         | Bandera de la Provincia de Buenos Aires | Alvarado         | 2                | 1                                       | 3        | 0           |             |             |             |  |                                         |         |       |       |       |  |
|  | Bandera de la Provincia de Buenos Aires | Alvarado         |                                         |                  |                  |                                         |          |             |             |             |             |  |                                         |         |       |       |       |  |
|  | Bandera de la Provincia de San Luis     | Huracán (SL)     | 1                                       | 1                |                  |                                         |          |             |             |             |             |  |                                         |         |       |       |       |  |
|  | Bandera de la Provincia de San Luis     | Huracán (SL)     | 1                                       | 1                |                  | Bandera de la Provincia de Buenos Aires | Alvarado | 2           | 2           |             |             |  |                                         |         |       |       |       |  |
|  |                                         |                  |                                         |                  |                  | Bandera de la Provincia de Buenos Aires | Alvarado | 2           | 2           |             |             |  |                                         |         |       |       |       |  |
|  |                                         |                  | Bandera de la Provincia de Buenos Aires | Los Andes        | 2                | 1                                       |          |             |             |             |             |  |                                         |         |       |       |       |  |
|  | Bandera de la Provincia de Buenos Aires | Los Andes        | Bandera de la Provincia de Buenos Aires | Los Andes        | 2                | 1                                       | 3        | 0           |             |             |             |  |                                         |         |       |       |       |  |
|  | Bandera de la Provincia de Buenos Aires | Los Andes        |                                         |                  |                  |                                         |          |             |             |             |             |  |                                         |         |       |       |       |  |
|  | Bandera de la Provincia del Chubut      | Huracán (CR)     | 0                                       | 1                |                  |                                         |          |             |             |             |             |  |                                         |         |       |       |       |  |
|  | Bandera de la Provincia del Chubut      | Huracán (CR)     | 0                                       | 1                |                  |                                         |          |             |             |             |             |  |                                         |         |       |       |       |  |
|  |                                         |                  |                                         |                  |                  |                                         |          |             |             |             |             |  |                                         |         |       |       |       |  |

Nota: En la línea superior de cada llave, figuran los equipos que jugaron los partidos de ida en condición de local.

### Ascendidos a la Primera B Nacional

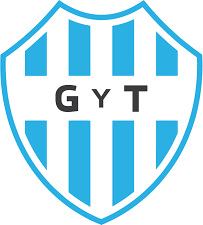
Club de Gimnasia y Tiro (Torneo del Interior)
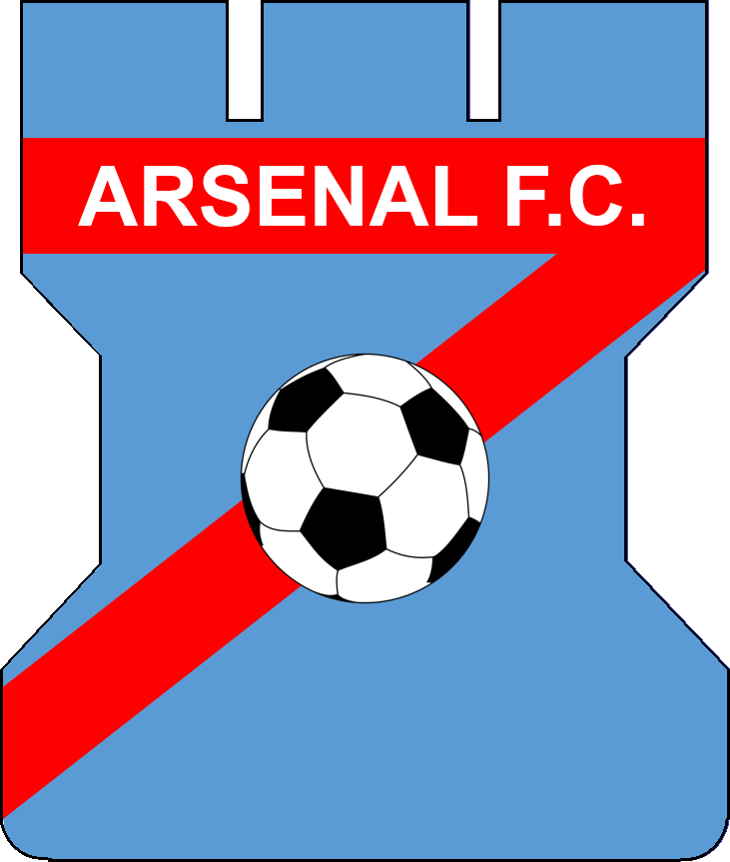
Arsenal Fútbol Club (Primera B)

## Torneo Reducido
Los equipos ranqueados del 2.º al 10.º puesto del Campeonato Nacional B 1991-92, disputaron un Reducido de Ascenso por un segundo cupo para la Primera División. A estos 9 equipos se les sumaron los tres equipos recientemente ascendidos a la B Nacional: el Club Atlético Ituzaingó (campeón de la Primera B 1991-92), el Arsenal Fútbol Club y el Club de Gimnasia y Tiro (ascendidos del Campeonato de Primera B y el Torneo del Interior 1991-92 respectivamente, que lograron sus ascensos a través de los Torneos Zonales). Para todos los cruces, se establecieron ventajas deportivas a favor de los equipos que disputaron el Campeonato Nacional B, dependiendo de las posiciones en que finalizaron y también con relación a los 3 equipos recientemente ascendidos. 
El ganador de este torneo fue el Club Atlético San Martín de Tucumán, que obtuvo la segunda plaza para ascender a la Primera División.

### Cuadro de desarrollo
|  | Octavos de final                        | Octavos de final                    | Octavos de final                     | Octavos de final |   |                                      | Cuartos de final | Cuartos de final                        | Cuartos de final | Cuartos de final |   |                                    | Semifinales    | Semifinales | Semifinales | Semifinales |  |                                         | Final           | Final | Final | Final |  |
|  |                                         |                                     |                                      |                  |   |                                      |                  |                                         |                  |                  |   |                                    |                |             |             |             |  |                                         |                 |       |       |       |  |
|  |                                         |                                     |                                      |                  |   |                                      |                  |                                         |                  |                  |   |                                    |                |             |             |             |  |                                         |                 |       |       |       |  |
|  |                                         |                                     |                                      |                  |   |                                      |                  |                                         |                  |                  |   |                                    |                |             |             |             |  |                                         |                 |       |       |       |  |
|  |                                         |                                     |                                      |                  |   |                                      |                  |                                         |                  |                  |   |                                    |                |             |             |             |  |                                         |                 |       |       |       |  |
|  |                                         |                                     |                                      |                  |   |                                      |                  |                                         |                  |                  |   |                                    |                |             |             |             |  |                                         |                 |       |       |       |  |
|  |                                         |                                     |                                      |                  |   |                                      |                  |                                         |                  |                  |   |                                    |                |             |             |             |  |                                         |                 |       |       |       |  |
|  |                                         |                                     |                                      |                  |   |                                      |                  |                                         |                  |                  |   |                                    |                |             |             |             |  |                                         |                 |       |       |       |  |
|  |                                         |                                     |                                      |                  |   |                                      |                  |                                         |                  |                  |   |                                    |                |             |             |             |  |                                         |                 |       |       |       |  |
|  |                                         |                                     |                                      |                  |   |                                      |                  |                                         |                  |                  |   |                                    |                |             |             |             |  |                                         |                 |       |       |       |  |
|  |                                         |                                     |                                      |                  |   |                                      |                  |                                         |                  |                  |   |                                    |                |             |             |             |  |                                         |                 |       |       |       |  |
|  |                                         |                                     |                                      |                  |   |                                      |                  |                                         |                  |                  |   |                                    |                |             |             |             |  |                                         |                 |       |       |       |  |
|  |                                         |                                     |                                      |                  |   |                                      |                  | Bandera de la Provincia de Buenos Aires | Almirante Brown  | 1                | 3 |                                    |                |             |             |             |  |                                         |                 |       |       |       |  |
|  |                                         |                                     |                                      |                  |   |                                      |                  |                                         |                  |                  | 3 |                                    |                |             |             |             |  |                                         |                 |       |       |       |  |
|  |                                         |                                     | Bandera de la Provincia de Salta     | Gimnasia y Tiro  | 0 | 0                                    |                  |                                         |                  |                  |   |                                    |                |             |             |             |  |                                         |                 |       |       |       |  |
|  |                                         |                                     | Bandera de la Provincia de Salta     | Gimnasia y Tiro  | 0 | 0                                    |                  |                                         |                  |                  |   |                                    |                |             |             |             |  |                                         |                 |       |       |       |  |
|  |                                         |                                     |                                      |                  |   |                                      |                  |                                         |                  |                  |   |                                    |                |             |             |             |  |                                         |                 |       |       |       |  |
|  |                                         |                                     |                                      |                  |   |                                      |                  |                                         |                  |                  |   |                                    |                |             |             |             |  |                                         |                 |       |       |       |  |
|  |                                         | Bandera de la Provincia de Santa Fe | Colón (3.º BN)                       | 3                | 0 |                                      |                  |                                         |                  |                  |   |                                    |                |             |             |             |  |                                         |                 |       |       |       |  |
|  |                                         |                                     |                                      |                  | 0 |                                      |                  |                                         |                  |                  |   |                                    |                |             |             |             |  |                                         |                 |       |       |       |  |
|  |                                         |                                     | Bandera de la Provincia de Salta     | Gimnasia y Tiro  | 4 | 1                                    |                  |                                         |                  |                  |   |                                    |                |             |             |             |  |                                         |                 |       |       |       |  |
|  | Bandera de la Provincia de Buenos Aires | Douglas Haig                        | Bandera de la Provincia de Salta     | Gimnasia y Tiro  | 4 | 1                                    | 0                | 2                                       |                  |                  |   |                                    |                |             |             |             |  |                                         |                 |       |       |       |  |
|  | Bandera de la Provincia de Buenos Aires | Douglas Haig                        |                                      |                  |   |                                      |                  |                                         |                  |                  |   |                                    |                |             |             |             |  |                                         |                 |       |       |       |  |
|  | Bandera de la Provincia de Salta        | Gimnasia y Tiro                     | 2                                    | 2                |   |                                      |                  |                                         |                  |                  |   |                                    |                |             |             |             |  |                                         |                 |       |       |       |  |
|  | Bandera de la Provincia de Salta        | Gimnasia y Tiro                     | 2                                    | 2                |   |                                      |                  |                                         |                  |                  |   |                                    |                |             |             |             |  | Bandera de la Provincia de Buenos Aires | Almirante Brown | 0     | 1     |       |  |
|  |                                         |                                     |                                      |                  |   |                                      |                  |                                         |                  |                  |   |                                    |                |             |             |             |  | Bandera de la Provincia de Buenos Aires | Almirante Brown | 0     | 1     |       |  |
|  |                                         |                                     | Bandera de la Provincia de Tucumán   | San Martín (T)   | 1 | 1                                    |                  |                                         |                  |                  |   |                                    |                |             |             |             |  |                                         |                 |       |       |       |  |
|  | Bandera de la Provincia de Tucumán      | San Martín (T)                      | Bandera de la Provincia de Tucumán   | San Martín (T)   | 1 | 1                                    | 1                | 1                                       |                  |                  |   |                                    |                |             |             |             |  |                                         |                 |       |       |       |  |
|  | Bandera de la Provincia de Tucumán      | San Martín (T)                      |                                      |                  |   |                                      |                  |                                         |                  |                  |   |                                    |                |             |             |             |  |                                         |                 |       |       |       |  |
|  | Bandera de la Provincia de Buenos Aires | Arsenal                             | 0                                    | 0                |   |                                      |                  |                                         |                  |                  |   |                                    |                |             |             |             |  |                                         |                 |       |       |       |  |
|  | Bandera de la Provincia de Buenos Aires | Arsenal                             | 0                                    | 0                |   | Bandera de la Provincia de Tucumán   | San Martín (T)   | 1                                       | 0                |                  |   |                                    |                |             |             |             |  |                                         |                 |       |       |       |  |
|  |                                         |                                     |                                      |                  |   | Bandera de la Provincia de Tucumán   | San Martín (T)   | 1                                       | 0                |                  |   |                                    |                |             |             |             |  |                                         |                 |       |       |       |  |
|  |                                         |                                     | Bandera de la Provincia de Tucumán   | Atlético Tucumán | 1 | 0                                    |                  |                                         |                  |                  |   |                                    |                |             |             |             |  |                                         |                 |       |       |       |  |
|  | Bandera de la Provincia de Tucumán      | Atlético Tucumán                    | Bandera de la Provincia de Tucumán   | Atlético Tucumán | 1 | 0                                    | 1                | 2                                       |                  |                  |   |                                    |                |             |             |             |  |                                         |                 |       |       |       |  |
|  | Bandera de la Provincia de Tucumán      | Atlético Tucumán                    |                                      |                  |   |                                      |                  |                                         |                  |                  |   |                                    |                |             |             |             |  |                                         |                 |       |       |       |  |
|  | Bandera de la Provincia del Chaco       | Chaco For Ever                      | 0                                    | 0                |   |                                      |                  |                                         |                  |                  |   |                                    |                |             |             |             |  |                                         |                 |       |       |       |  |
|  | Bandera de la Provincia del Chaco       | Chaco For Ever                      | 0                                    | 0                |   |                                      |                  |                                         |                  |                  |   | Bandera de la Provincia de Tucumán | San Martín (T) | 0           | 1           |             |  |                                         |                 |       |       |       |  |
|  |                                         |                                     |                                      |                  |   |                                      |                  |                                         |                  |                  |   | Bandera de la Provincia de Tucumán | San Martín (T) | 0           | 1           |             |  |                                         |                 |       |       |       |  |
|  |                                         |                                     | Bandera de la Ciudad de Buenos Aires | Nueva Chicago    | 0 | 0                                    |                  |                                         |                  |                  |   |                                    |                |             |             |             |  |                                         |                 |       |       |       |  |
|  | Bandera de la Ciudad de Buenos Aires    | Nueva Chicago                       | Bandera de la Ciudad de Buenos Aires | Nueva Chicago    | 0 | 0                                    | 3                | 2                                       |                  |                  |   |                                    |                |             |             |             |  |                                         |                 |       |       |       |  |
|  | Bandera de la Ciudad de Buenos Aires    | Nueva Chicago                       |                                      |                  |   |                                      |                  |                                         |                  |                  |   |                                    |                |             |             |             |  |                                         |                 |       |       |       |  |
|  | Bandera de la Provincia de Buenos Aires | Ituzaingó                           | 0                                    | 1                |   |                                      |                  |                                         |                  |                  |   |                                    |                |             |             |             |  |                                         |                 |       |       |       |  |
|  | Bandera de la Provincia de Buenos Aires | Ituzaingó                           | 0                                    | 1                |   | Bandera de la Ciudad de Buenos Aires | Nueva Chicago    | 1                                       | 3                |                  |   |                                    |                |             |             |             |  |                                         |                 |       |       |       |  |
|  |                                         |                                     |                                      |                  |   | Bandera de la Ciudad de Buenos Aires | Nueva Chicago    | 1                                       | 3                |                  |   |                                    |                |             |             |             |  |                                         |                 |       |       |       |  |
|  |                                         |                                     | Bandera de la Provincia de Córdoba   | Instituto        | 2 | 1                                    |                  |                                         |                  |                  |   |                                    |                |             |             |             |  |                                         |                 |       |       |       |  |
|  | Bandera de la Provincia de Córdoba      | Instituto                           | Bandera de la Provincia de Córdoba   | Instituto        | 2 | 1                                    | 2                | 2                                       |                  |                  |   |                                    |                |             |             |             |  |                                         |                 |       |       |       |  |
|  | Bandera de la Provincia de Córdoba      | Instituto                           |                                      |                  |   |                                      |                  |                                         |                  |                  |   |                                    |                |             |             |             |  |                                         |                 |       |       |       |  |
|  | Bandera de la Provincia de Buenos Aires | Talleres (RE)                       | 0                                    | 1                |   |                                      |                  |                                         |                  |                  |   |                                    |                |             |             |             |  |                                         |                 |       |       |       |  |
|  | Bandera de la Provincia de Buenos Aires | Talleres (RE)                       | 0                                    | 1                |   |                                      |                  |                                         |                  |                  |   |                                    |                |             |             |             |  |                                         |                 |       |       |       |  |
|  |                                         |                                     |                                      |                  |   |                                      |                  |                                         |                  |                  |   |                                    |                |             |             |             |  |                                         |                 |       |       |       |  |

Nota: En la línea superior de cada llave, figuran los equipos que definieron las llaves de vuelta de local, por tener ventaja deportiva. En caso de empate global, prevalecía dicha ventaja.

Club Atlético San Martín Ascendido a Primera División.